# Рукометна репрезентација Туниса
Рукометна репрезентација Туниса је рукометни тим који представља Тунис на међународним такмичењима и под контролом је Рукометног савеза Туниса. Рукометни савез Туниса основан је 1957. године, а у Међународну рукометну федерацију је примљен 1962. године.

## Учешћа на међународним такмичењима

### Олимпијске игре
- 1936. - Није учествовала
- 1972. - 16. место
- 1976. - Није учествовала
- 1980. - Није учествовала
- 1984. - Није учествовала
- 1988. - Није учествовала
- 1992. - Није учествовала
- 1996. - Није учествовала
- 2000. - 10. место
- 2004. - Није учествовала
- 2008. - Није учествовала
- 2012. - 8. место
- 2016. - 12. место
- 2020. - Није учествовала

### Светска првенства
- 1938. - Није учествовала
- 1954. - Није учествовала
- 1958. - Није учествовала
- 1961. - Није учествовала
- 1964. - Није учествовала
- 1967. - 15. место
- 1970. - Није учествовала
- 1974. - Није учествовала
- 1978. - Није учествовала
- 1982. - Није учествовала
- 1986. - Није учествовала
- 1990. - Није учествовала
- 1993. - Није учествовала
- 1995. - 15. место
- 1997. - 16. место
- 1999. - 12. место
- 2001. - 10. место
- 2003. - 14. место
- 2005. - 4. место
- 2007. - 11. место
- 2009. - 17. место
- 2011. - 20. место
- 2013. - 11. место
- 2015. - 15. место
- 2017. - 19. место
- 2019. - 12. место
- 2021. - 25. место
- 2023. - 25. место

### Афричка првенства
- 1974. -  Првак
- 1976. -  Првак
- 1979. -  Првак
- 1981. -  3. место
- 1983. -  3. место
- 1985. -  3. место
- 1987. -  3. место
- 1989. -  3. место
- 1991. -  3. место
- 1992. -  2. место
- 1994. -  Првак
- 1996. -  2. место
- 1998. -  Првак
- 2000. -  3. место
- 2002. -  Првак
- 2004. -  2. место
- 2006. -  Првак
- 2008. -  2. место
- 2010. -  Првак
- 2012. -  Првак
- 2014. -  2. место
- 2016. -  2. место
- 2018. -  Првак
- 2020. -  2. место
- 2022. - 4. место

### Медитеранске игре
- Тунис 1967. :  3. место
- Сплит 1979. :  3. место
- Тунис 2001. :  2. место
- Алмерија 2005. :  3. место
- Пескара 2009. :  3. место
- Тарагони 2018. :  2. место

## Тренутни састав
- Састав на СП 2011.

| Бр | Име             | Попзиција  | Дат. рођ. | Клуб                         | Утак./Гол |
| -- | --------------- | ---------- | --------- | ---------------------------- | --------- |
| 1  | Макрем Мисауи   | голман     | 14.02.81. | РК Африкаин                  | 114/0     |
| 3  | Селим Хедуи     |            | 01.10.83. | РК Сад Спортс                | 145/269   |
| 4  | Брахим Лага     |            | 19.04.85. | РК Есперанс Спортив де Тунис | 69/117    |
| 5  | Махмуд Габри    |            | 11.02.82. | РК Нант                      | 118/208   |
| 6  | Исам Теј        | пивот      | 29.07.79. | РК Монпеље                   | 232/582   |
| 7  | Џалеледин Туати |            | 12.07.82. | РК Данкерк                   | 129/288   |
| 10 | Камел Алуини    |            | 06.07.88. | РК Африкаин                  | 8/18      |
| 12 | Маџед Хамза     | голман     | 08.02.83. | РК Етоил Спортив ду Сахел    | 3/0       |
| 13 | Јасин Сами      |            | 01.05.85. | РК Етоил Спортив ду Сахел    | 24/36     |
| 15 | Халид Хај Јусеф |            | 12.01.89. | РК Африкаин                  | 0/0       |
| 16 | Рафик Брахам    | голман     | 02.01.82. | РК Спортинг клуб де Мокнине  | 0/0       |
| 17 | Анис Гатфи      |            | 22.10.84. | РК Есперанс Спортив де Тунис | 35/73     |
| 19 | Басем Мрабет    |            | 03.03.86. | РК Есперанс Спортив де Тунис | 55/98     |
| 20 | Хејкел Мганем   | средњи бек | 28.02.77. | РК Рафаел Вар                | 238/520   |
| 21 | Ануар Ајед      |            | 09.05.78. | РК Тулуз                     | 249/537   |
| 22 | Собхи Саиед     |            | 26.09.82. | РК Ачабеб Ал Имарати         | 115/258   |
| 31 | Ваел Џалуз      |            | 03.05.91. | РК Хамамет                   | 3/0       |

Селектор: Алан Порте 